# Троицкое сельское поселение (Ростовская область)
Троицкое сельское поселение — муниципальное образование в Неклиновском районе Ростовской области.
Административный центр поселения — село Троицкое.

## Административное устройство
В состав Троицкого сельского поселения входит:
- село Троицкое;
- станция Кошкино;
- село Кошкино;
- посёлок Луначарский;
- посёлок Федосеевка.

## Население
| 2010  | 2012  | 2013  | 2014  | 2015  | 2016  | 2017  |
| ----- | ----- | ----- | ----- | ----- | ----- | ----- |
| 3850  | ↘3793 | ↘3771 | ↘3736 | ↗3756 | ↗3812 | ↗3880 |
| 2018  | 2019  | 2020  | 2021  |       |       |       |
| ↗3894 | ↘3858 | ↗3971 | ↗4092 |       |       |       |